# S-record
Il formato S-record Motorola è una codifica di dati da binario a esadecimale ("hex") in testo ASCII. È noto anche come SREC o S19. Ogni record contiene un checksum per rilevare errori durante la trasmissione.  Il primo record (S0) può includere commenti arbitrari come il nome del programma o il numero di versione. L'ultimo (terminazione) record (S7, S8, o S9) può comprendere un indirizzo di partenza.
Il formato S-record è stato creato nel 1970 per il processore Motorola 6800 quale tool di sviluppo software per questo e altri processori embedded, per convertire codice eseguibile e dati in formato S-record. I programmatori di PROM sono in grado leggere il formato S-record e "bruciare" i dati nelle PROM o EPROM utilizzate nei sistemi embedded.
Esistono altre codifiche ASCII con uno scopo simile. BPNF, BHLF e B10F sono vecchie codifiche di formati binari, ma non sono né compatti né flessibili. I formati esadecimali sono più compatti perché rappresentano 4 bit per carattere, anziché uno solo. Altri, al pari di S-record, sono più flessibili, poiché includono informazioni di indirizzo, in modo da poter specificare solo una parte di una PROM. Il formato HEX di Intel è stato spesso utilizzato con processori Intel. Hex Tek è un altro formato esadecimale che può includere una tabella dei simboli per il debug.

## Formato
Un file in formato SREC consiste in una serie di record ASCII. Tutti i numeri esadecimali (hex) sono espressi in Big Endian. I record hanno la seguente struttura:
1. Codice d'inizio, un carattere, una S.
2. Tipo Record, una cifra, da 0 a 9, definisce il tipo del campo dati.
3. Contatore byte, due cifre esadecimali, indica il numero di byte (coppie di cifre esadecimali) che seguono nel resto del record (indirizzo, dati e campi di checksum).
4. Indirizzo, quattro, sei, o otto cifre esadecimali, determinati dal tipo di record per la locazione di memoria del primo byte di dati. I byte degli indirizzi sono espressi nel formato big endian.
5. Dati, sequenza di coppie di n cifre esadecimali, per n byte di dati.
6. Checksum, due cifre esadecimali: il byte meno significativo del complemento a uno della somma dei valori rappresentati dalle due coppie di cifre esadecimali per il numero di byte, l'indirizzo e campi dati. Ad esempio:

S1137AF0 0A0A0D0000000000000000000000000061
13+7A+F0 +0A+0A+0D+00+00+00+00+00+00+00+00+00+00+00+00+00 = 19E, poi prendere il byte meno significativo e quindi prendere il complemento a uno di tale byte (9E) che è uguale a 0x61
Ci sono otto tipi di record, elencati di seguito:
| Record | Descrizione            | Bytes di indirizzo | Sequenza dati |
| ------ | ---------------------- | ------------------ | ------------- |
| S0     | Blocco di intestazione | 2                  | Si            |
| S1     | Sequenza dati          | 2                  | Si            |
| S2     | Sequenza dati          | 3                  | Si            |
| S3     | Sequenza dati          | 4                  | Si            |
| S5     | Contatore record       | 2                  | No            |
| S7     | Fine blocco            | 4                  | No            |
| S8     | Fine blocco            | 3                  | No            |
| S9     | Fine blocco            | 2                  | No            |

### S0
La sequenza dati del record S0 contiene i dati specifici del fornitore piuttosto che i dati di programma. Una stringa con il nome del file ed eventualmente informazioni sulla versione.

### S1, S2, S3
Sequenza dati, dipendente dalla dimensione dell'indirizzo. Un sistema a 16-bit/64K utilizza S1, a 24-bit di indirizzo utilizza S2 e a 32-bit utilizza S3.

### S5
Conteggio dei record S1, S2 e S3 che in precedenza compaiono nel file o nella trasmissione. Il conteggio dei record è memorizzato nel campo a 2 byte di indirizzo. Non ci sono dati associati a questo tipo di record.

### S7, S8, S9
Il campo indirizzo del record S7, S8, oppure S9 può contenere un indirizzo di partenza per il programma.

## Esempio
```
S
0
0F
0000
68656C6C6F20202020200000
3C

S
1
1F
0000
7C0802A6900100049421FFF07C6C1B787C8C23783C60000038630000
26

S
1
1F
001C
4BFFFFE5398000007D83637880010014382100107C0803A64E800020
E9

S
1
11
0038
48656C6C6F20776F726C642E0A00
42

S
5
03
0003
F9

S
9
03
0000
FC
```

     Codice d'inizio
     Tipo Record
     Contatore byte
     Indirizzo
     Dati
     Checksum

## Riferimenti
- Motorola, MC68000 Family Programmer’s Reference Manual (PDF), 1992. URL consultato il 24 febbraio 2012 (archiviato dall'url originale il 24 settembre 2015).

1. ↑  SREC è un'abbreviazione di formato S-RECord
2. ↑  S19 deriva dai caratteri iniziali di ciascun record: S1, S2, S3, ... S9. S1-S9, abbreviato S19.
3. ↑  srec - Linux man page Archiviato il 21 giugno 2007 in Internet Archive.
4. 1 2  Motorola, p. C-2.
5. ↑   Motorola S-records, su amelek.gda.pl. URL consultato il 16 febbraio 2011 (archiviato dall'url originale il 20 giugno 2014).
6. ↑  Motorola, Appendix C.